# Sonne (Schiff, 2014)
Die Sonne ist ein deutsches Forschungsschiff. Es wurde am 17. November 2014 in Wilhelmshaven in Dienst gestellt und löste den gleichnamigen Vorgänger ab. Eignerin des Schiffs ist die Bundesrepublik Deutschland, vertreten durch das Bundesministerium für Bildung und Forschung. Betrieben wird das Schiff vom Projektträger Jülich für das BMBF; die Fahrtpläne für die Sonne werden von der Leitstelle Deutsche Forschungsschiffe an der Universität Hamburg erstellt. Heimatinstitut des Schiffes ist das Institut für Chemie und Biologie des Meeres (ICBM) der Universität Oldenburg, Heimathafen ist der ICBM-Standort Wilhelmshaven.

## Vorgeschichte
Gemeinsam mit den Küstenländern Niedersachsen, Mecklenburg-Vorpommern und Schleswig-Holstein sowie den beiden Hansestädten Hamburg und Bremen hatte Bundesforschungsministerin Annette Schavan 2008 den Bau eines neuen Tiefseeforschungsschiffes vereinbart, nachdem auch der Wissenschaftsrat dies empfohlen hatte. Am 31. Mai 2011 gaben Schavan und Niedersachsens Wissenschaftsministerin Johanna Wanka grünes Licht für den Bau des Tiefseeforschungsschiffs. Die Tiefseeforschungsschiff Gesellschaft, ein Zusammenschluss der Meyer Werft aus Papenburg und der Reederei RF Forschungsschiffahrt in Bremen gewann das europaweite Ausschreibungsverfahren. Im August 2011 unterzeichneten Schavan und Wanka auf der Neptun Werft in Warnemünde, einer Tochtergesellschaft der Meyer Neptun GmbH, den Vertrag zum Bau und zur Bereederung des neuen Tiefseeforschungsschiffes Sonne, da ursprünglich geplant war, das Schiff dort zu bauen. Um aber die Meyer Werft besser auszulasten, wurde der Bau nach Papenburg verlegt.
Die Baukosten betrugen 124,4 Millionen Euro. Der Bund hat davon 90 Prozent übernommen, die restlichen 10 Prozent teilen sich die Küstenländer Niedersachsen, Mecklenburg-Vorpommern, Schleswig-Holstein, Hamburg und Bremen. Von den durch die Länder getragenen Kosten entfällt fast die Hälfte auf Niedersachsen.

## Bau

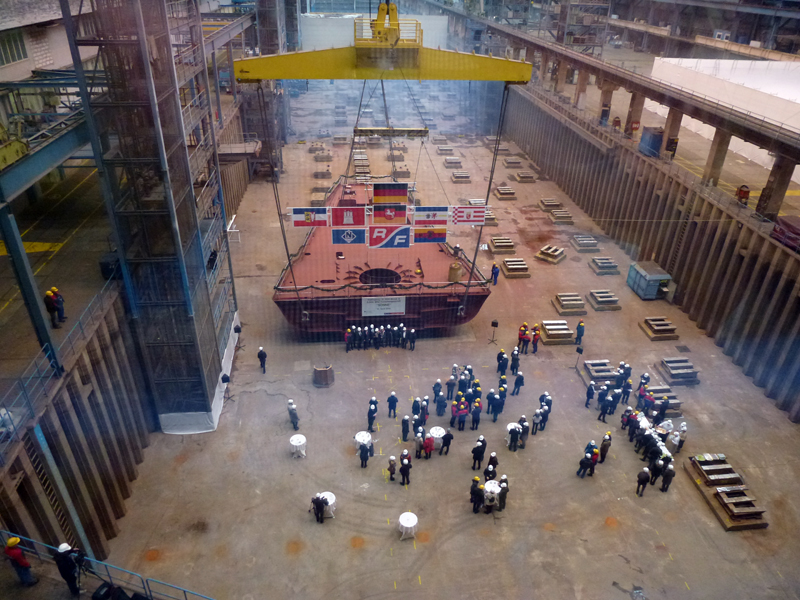
Kiellegung der Sonne am 12. April 2013

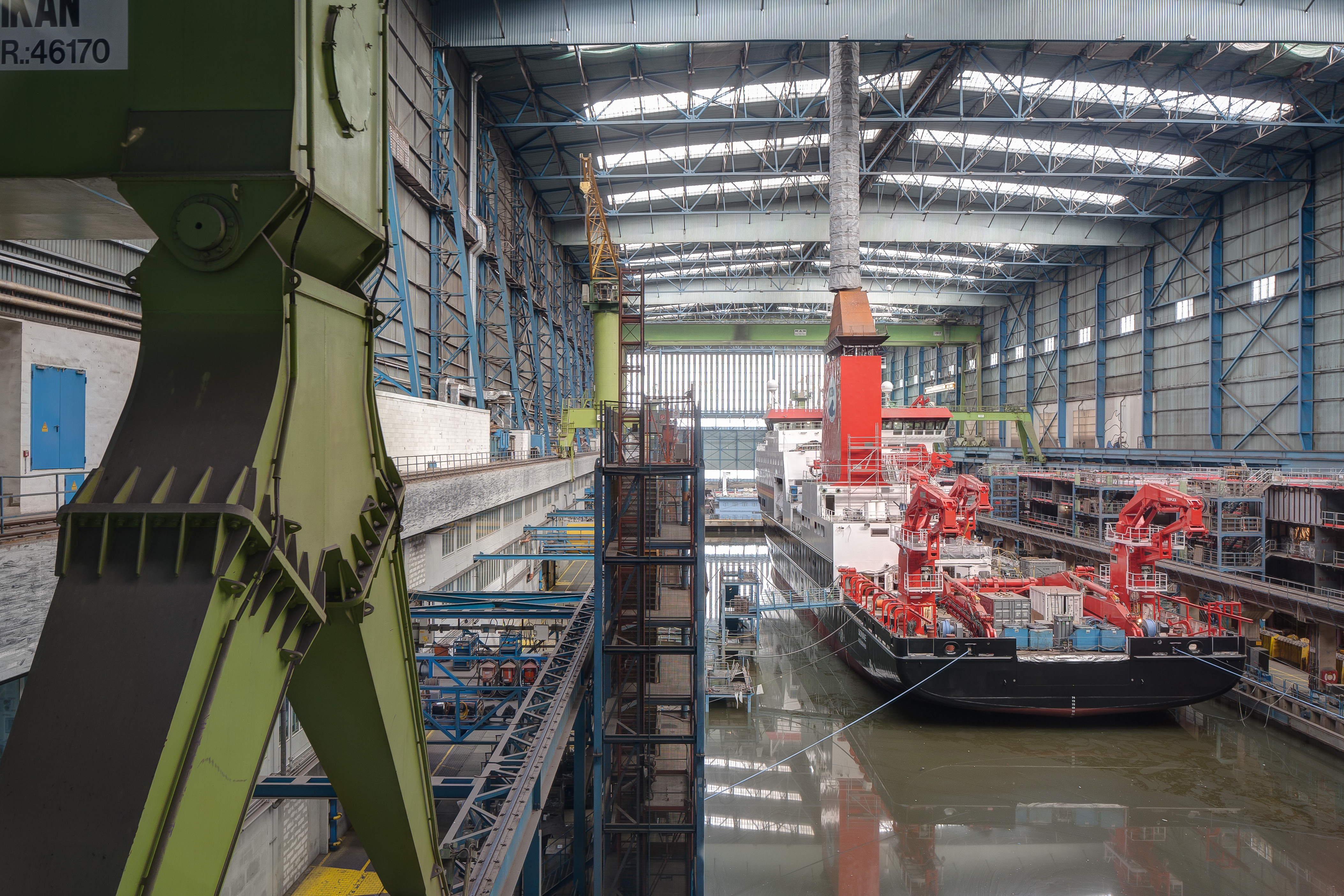
Die Sonne im Baudock der Meyer Werft, März 2014

Schornstein der Sonne mit dem ICBM-Logo

Der Baubeginn für das Forschungsschiff Sonne fand am 4. Dezember 2012 in der Meyer Werft in Papenburg statt, die Kiellegung folgte am 12. April 2013.
Am 5. April 2014 wurde das Schiff ausgedockt. Die Emsüberführung nach Emden  mithilfe des Emssperrwerks fand am 10. Mai 2014 statt. Hierzu war das Sperrwerk am Vortag geschlossen worden. Gegen 10:00 Uhr des 10. Mai erreichte das Schiff Emden.
Im Mai 2014 wurden Erprobungen in der Nordsee durchgeführt. Das Schiff wurde anschließend noch von der Meyer Werft sowie von den Wissenschaftlern getestet. Die Werfterprobungsfahrten endeten am 23. Juni 2014. Das Schiff wurde am 11. Juli 2014 in Rostock-Warnemünde von Bundeskanzlerin Angela Merkel getauft und am 17. November in Wilhelmshaven übergeben.  Zuvor befand sich das Schiff Ende Oktober zur Abschlussdockung im Dock 11 in Hamburg.
Die Indienststellung war ursprünglich für Januar 2015 geplant, konnte aber bereits am 17. November 2014 in Wilhelmshaven erfolgen.
Das Forschungsschiff Sonne fährt unter der Bundesdienstflagge. Ihr Eigentümer ist die Bundesrepublik Deutschland, vertreten durch das Bundesministerium für Bildung und Forschung (BMBF). Das Schiff ist somit ein Staatsschiff. Das Logo des BMBF als Eigner des Schiffes ist an den Decksaufbauten abgebildet.
Die Sonne trägt back- und steuerbords in Großbuchstaben das englische Wort SCIENCE (Wissenschaft), um die wissenschaftliche Zweckbestimmung zu unterstreichen. Als weitere Kennzeichnung der wissenschaftlichen Zielstellung ist das Logo des Instituts für Chemie und Biologie des Meeres (ICBM) am Schornstein seerechtlich angebracht.

## Betrieb und Forschungsprogramm
Haupteinsatzgebiete der Sonne sind der Indische und der Pazifische Ozean. Hier geht sie Fragen zum Klimawandel, den Folgen des Eingriffs in die Ökosysteme und der Versorgung mit marinen Rohstoffen nach.
Nach einer europaweiten Neuausschreibung wird das Schiff nicht wie ursprünglich geplant von der Bremer RF Forschungsschiffahrt, sondern von Briese Schiffahrt in Leer bereedert. 40 Wissenschaftler können auf dem Schiff wohnen und arbeiten. Dazu stehen 35 Einzelkabinen und Aufenthaltsräume zur Verfügung sowie große Laborräume und Spezialeinrichtungen. Das Schiff wird von 30 bis 35 Seeleuten und Schiffsoffizieren geführt. Insgesamt stehen 60 Einzelkabinen und 8 Doppelkabinen zur Verfügung.
Die Sonne brach im Dezember 2014 zu ihrer ersten Forschungsfahrt auf. Während der ersten Probefahrt sendete vom 20. bis 24. Oktober 2014 das ARD-Morgenmagazin live von der Sonne. Die Sonne wurde Anfang 2015 durch den Panamakanal in den Pazifik überführt. Nach Forschungsfahrten ins Discol-Gebiet und in die Clarion-Clipperton-Zone nahm das Schiff Kurs auf Neuseeland. Von dort fuhr es gen Norden nach Alaska und nach Stationen in Japan wieder in Richtung Ozeanien. Von Neukaledonien aus fuhr die Sonne entlang des Kermadec-Vulkanbogens nach Neuseeland. Im Herbst 2017[veraltet] soll die Sonne zu ihrem ersten Werftaufenthalt nach Deutschland zurückkehren.

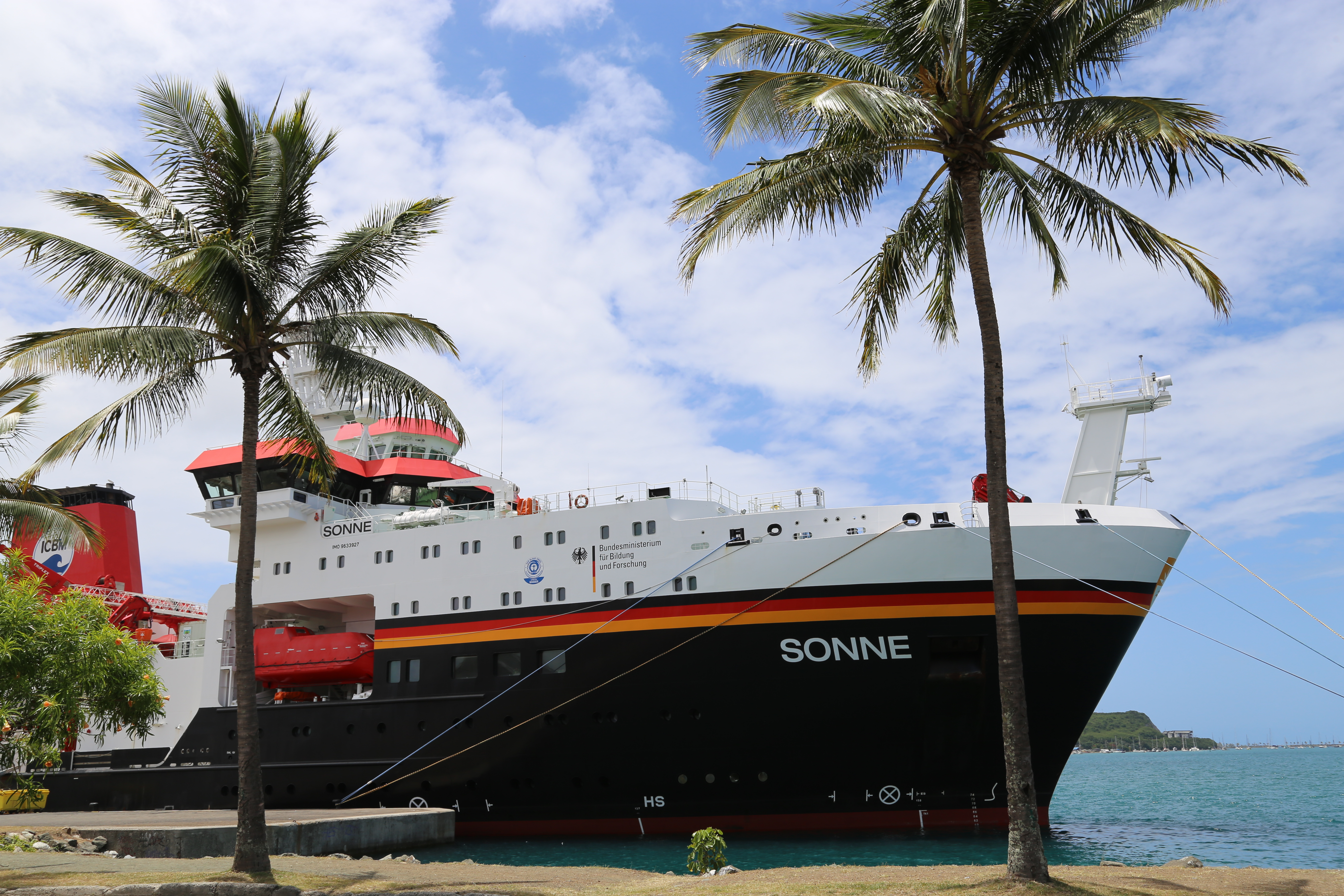
Die Sonne im Dezember 2016 im Hafen der neukaledonischen Hauptstadt Nouméa. Von dort aus trat sie ihre Reise in den Kermadec-Vulkanbogen im Südpazifik an.

Am 15. April 2022 brach die Sonne mit mehr als 30 Wissenschaftlern an Bord zu einer Expedition in den Südpazifik auf. Unter Leitung der Paläozeanographin und Geochemikerin Katharina Pahnke wollen die Forscher Klimaveränderungen und Meeresströmungen in der Tasmansee untersuchen. Auch die Vereisungsgeschichte der Südinsel Neuseelands soll erforscht werden.
Das Schiff soll (Stand: 2015) bis 2049 in Dienst bleiben.

## Ausrüstung
Das Schiff deckt das „gesamte wissenschaftliche Spektrum der Meeresforschung“ ab. Es verfügt am Heck über einen großen A-Frame-Kran mit einer Hebekraft von 30 Tonnen, beispielsweise zum Aussetzen von Forschungs-U-Booten. Vier Ladekräne mit einer Hubkraft von 10 Tonnen, drei kleine Kräne und eine Container-Ladebrücke ermöglichen den Transport von Forschungsmaterial über das ganze Schiff. Eine Seilwinde erlaubt das Ablassen von Geräten bis zum Meeresgrund auf 12.000 Meter Wassertiefe.
Das Schiff verfügt über eine Werkstatt an Deck für schwere mechanische Arbeiten, sowie Werkstätten für Elektronik, Elektrik und Feinmechanik. Eine automatische Wetterstation des Deutschen Wetterdienstes misst Lufttemperatur, Windgeschwindigkeit und -richtung, Luftfeuchtigkeit, Luftdruck, Sonneneinstrahlung, Photosynthetisch aktive Strahlung, Ultraviolettstrahlung und Wassertemperatur. Dazu verfügt sie über einen Niederschlagsmesser und ein Wellenradar. Für die Vermessung der Tiefsee (Bathymetrie) und für seismische Untersuchungen sind hochpräzise Echolote an Bord und das ganze Schiff ist auf Verringerung von Störungen durch Eigenschall optimiert und ein ausklappbares Stabilisationssystem mit aktiven Flossen minimiert unerwünschte Eigenbewegung des Schiffes.
Einen Überblick über die neun Decks der Sonne gibt eine interaktive Grafik aus dem Expeditionsblog der SO253.

## Umweltstandards
Die Bundesregierung forderte in ihrer 2013 veröffentlichten Mobilitäts- und Kraftstoffstrategie den Einsatz von SCR-Katalysatoren und Dieselrußpartikelfiltern. Auf dem bundeseigenen Schiff wurde kein Dieselrußpartikelfilter eingebaut, da es damals noch keine geeignete Technologie gab, die einen sinnvollen Schiffsbetrieb weiterhin gewährleistete.
Das Forschungsschiff Sonne ist mit dem Blauen Engel ausgezeichnet. Das Schiff tankt schwefelarmen Dieseltreibstoff, zusätzlich werden die Abgase von Stickoxiden gereinigt. Hinzu kommt, dass die optimierte Rumpfkonstruktion und das dieselelektrische Antriebskonzept den Treibstoffverbrauch senken und ein Abwärmenutzungskonzept die Energieeffizienz steigert. Auch Lärm und Vibrationen durch die Motoren wurden auf ein Minimum reduziert, indem alle Aggregate elastisch gelagert werden, sodass sie kaum Schwingungen an den Rumpf abgeben. Dies führe zu einer wesentlich geringeren Lärmbelastung der Meeresfauna in der Wassersäule, so die Meeresbiologin Angelika Brandt. Bei einem Werftaufenthalt 2017 wurde eine umweltfreundliche Waste-Management-Anlage eingebaut.